# Almvik (Småland)
Almvik is een plaats in de gemeente Västervik in het landschap Småland en de provincie Kalmar län in Zweden. De plaats heeft 202 inwoners (2005) en een oppervlakte van 21 hectare.